# .ht
.ht је највиши Интернет домен државних кодова (ccTLD) за Хаити.